# Edward B. Almon

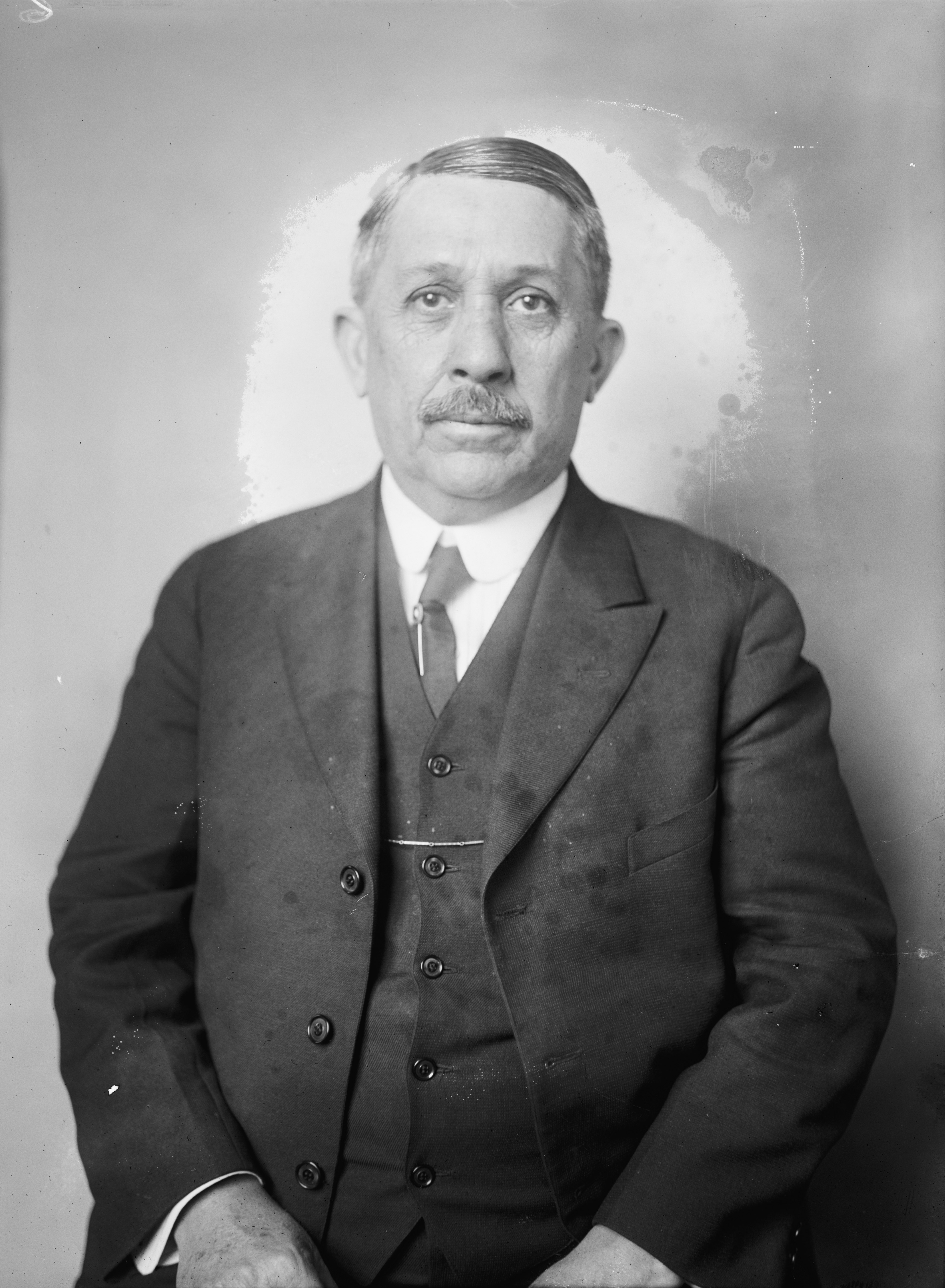
Edward B. Almon

Edward Berton Almon (* 18. April 1860 bei Moulton, Lawrence County, Alabama; † 22. Juni 1933 in Washington, D.C.) war ein US-amerikanischer Rechtsanwalt, Richter und Politiker (Demokratische Partei).

## Werdegang
Edward Almon besuchte die Dorfschule und graduierte dann am State Normal College in Florence. Danach graduierte er 1883 am Law Department der University of Alabama in Tuscaloosa. Seine Zulassung als Anwalt bekam er 1885 und begann, in Tuscumbia zu praktizieren.
Almon verfolgte ebenfalls eine politische Laufbahn. Er saß zwischen 1892 und 1894 im Senat von Alabama. Danach bekleidete er zwischen 1898 und 1906 den Posten als Richter am elften Gerichtsbezirks von Alabama. Almon war zwischen 1910 und 1915 Abgeordneter im Repräsentantenhaus von Alabama. Während dieser Zeit bekleidete er 1911 den Posten des Speakers. Almon wurde in den 64. Kongress der Vereinigten Staaten gewählt und in die neun nachfolgenden Kongresse wiedergewählt. Er war im Repräsentantenhaus der Vereinigten Staaten vom 4. März 1915 bis zu seinem Tod in Washington, D.C. 1933 tätig. Während dieser Zeit hatte er den Vorsitz über das Committee on Roads (72. und 73. Kongress). Er wurde auf dem Oakwood Cemetery in Tuscumbia beigesetzt.